# Prefektura Šizuoka

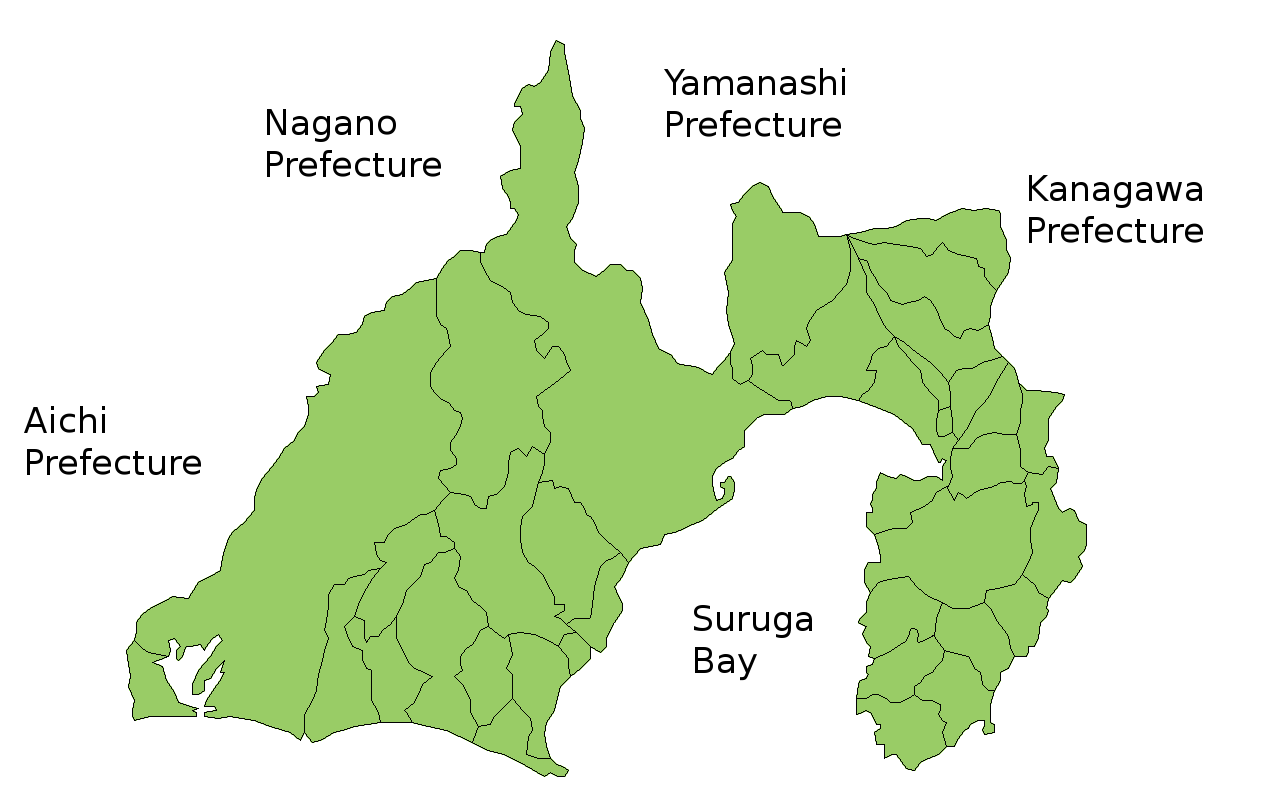
Mapa prefektury Šizuoka

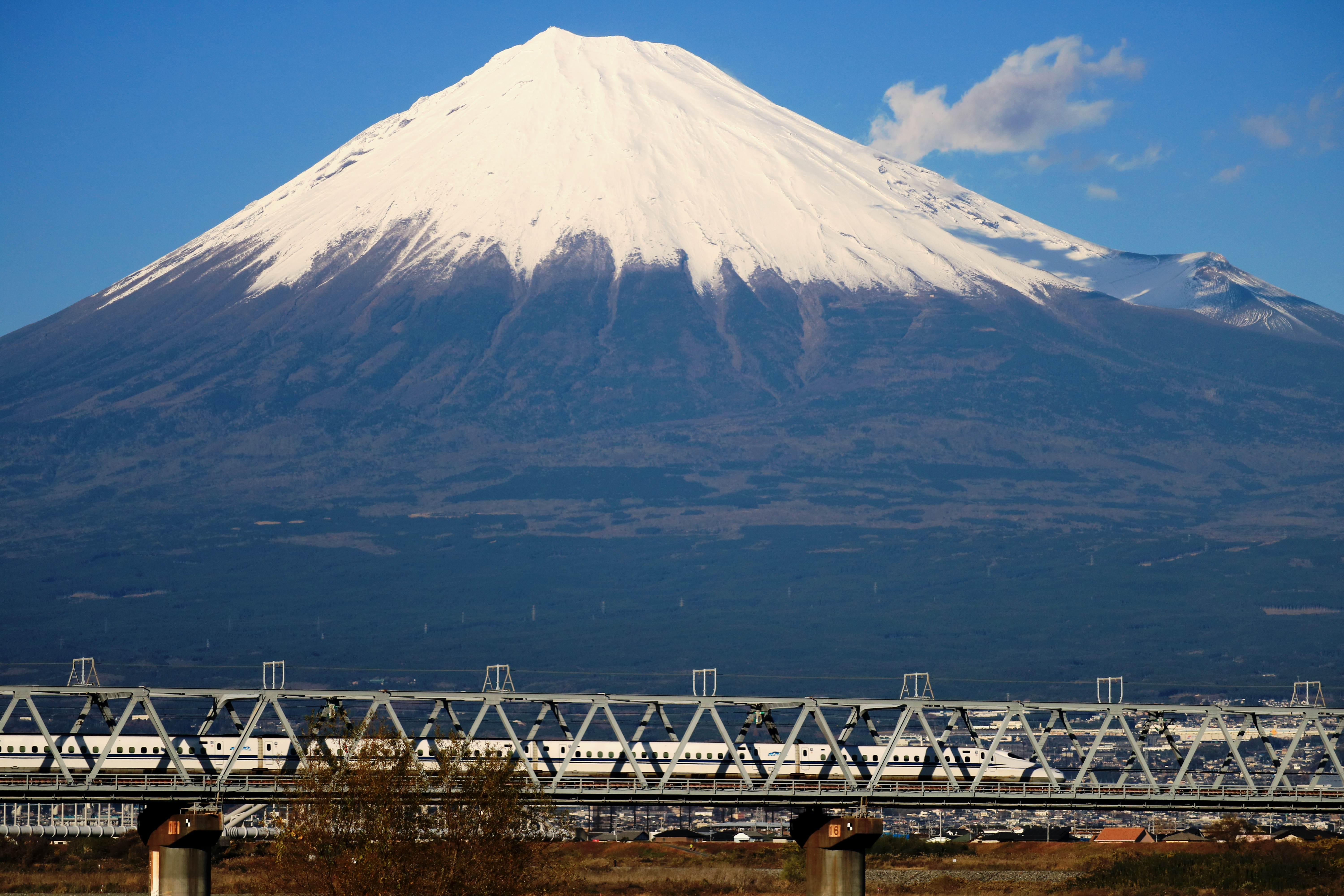
Pohled na horu Fudži

Prefektura Šizuoka (japonsky: 静岡県, Šizuoka-ken) je jednou ze 47 prefektur Japonska. Nachází se v regionu Čúbu na ostrově Honšú. Hlavním městem je Šizuoka.
Prefektura má rozlohu 7 779,63 km² a k 1. říjnu 2006 měla 3 793 153 obyvatel.

## Historie
Dnešní prefektura Šizuoka byla dříve rozdělena do tří provincií: Tótómi, Suruga a Izu. Oblast byla kdysi ovládána prvním tokugawským šógunem Iejasuem Tokugawou až do doby, kdy dobyl území klanu Hódžó v regionu Kantó a předal své původní državy přívrženci Ody Nobunagy. Ale poté, co se stal šógunem, si je opět přivlastnil.

## Geografie
Prefektura Šizuoka je podlouhlý region táhnoucí se podél pobřeží Tichého oceánu u zátoky Suruga. Na západě prefektura zasahuje do Japonských Alp. Na východě se postupně zužuje, ze severu ji ohraničuje hora Fudži, a poté se stáčí k jihu na poloostrov Izu. Ten je populární rekreační oblastí.

### Zemětřesení „Tókai“
Každých 100 až 150 let je prefektura Šizuoka zasažena ničivým zemětřesením nazývaným zemětřesení „Tókai“. Poslední taková pohroma se udála před 146 lety.

### Města
V prefektuře Šizuoka leží 23 velkých měst (市, ši):
| - Atami (熱海) - Fudži (富士) - Fudžieda (藤枝) - Fudžinomija (富士宮) - Fukuroi (袋井) - Gotenba (御殿場) - Hamamacu (浜松) - Itó (伊東) | - Iwata (磐田) - Izu (伊豆) - Izunokuni (伊豆の国) - Jaizu (焼津) - Kakegawa (掛川) - Kikugawa (菊川) - Kosai (湖西) - Makinohara (牧之原) | - Mišima (三島) - Numazu (沼津) - Omaezaki (御前崎) - Susono (裾野) - Šimada (島田) - Šimoda (下田) - Šizuoka (静岡 hlavní město) |